# 蒙捷·梅爾科尼揚
蒙捷·梅爾科尼揚（1957年11月25日—1993年6月12日）是一名出生在美國的亞美尼亞革命家、左翼民族主義戰士，被亞美尼亞視為民族英雄。梅爾科尼揚自加州大學柏克萊分校畢業後離開美國，前往伊朗參加伊朗伊斯蘭革命，隨後前往黎巴嫩，1980年代成為亞美尼亞解放祕密軍一個分支的領導人，參與許多暗殺土耳其外交官的行動，為1981年巴黎土耳其大使館攻擊的策劃者之一，1985年他在法國被逮捕，獲釋後前往當時仍屬蘇聯的亞美尼亞。納哥諾卡拉巴克戰爭中梅爾科尼揚擔任領導4000人部隊的指揮官，在1993年阿格達姆戰役期間陣亡。梅爾科尼揚被葬於葉里溫的耶拉伯勒軍人公墓，1996年獲追授亞美尼亞國家英雄。

## 早年生活
蒙捷·梅爾科尼揚於1957年11月25日出生於美国加利福尼亚州維塞利亞，其父為查爾斯·梅爾科尼揚（Charles Melkonian；1918年－2006年），其母為澤貝爾·梅爾科尼揚（Zabel Melkonian；1920年－2012年） ，兩人共有四名子女，其中蒙捷·梅爾科尼揚排行老三，青年時期他曾參加美國童軍，擔任棒球隊投手，還會吹奏單簧管。
1969年，梅爾科尼揚全家至歐洲旅遊，在西班牙的一堂西班牙語課堂中，他的老師問他「你從哪裡來？」在他回答「加州」後，又追問「你的祖先從哪裡來？」梅爾科尼揚對自己從何而來的問題沈思了許久。那年他們全家也造訪了梅爾科尼揚祖父母的故鄉土耳其梅爾濟豐，當地本有許多亞美尼亞人居住，但在1915年亞美尼亞種族滅絕後已幾乎沒有亞美尼亞人，梅爾科尼揚一家發現當地唯一的亞美尼亞家庭沒有遇害，是因為其家長在種族滅絕期間向土耳其政府透露該城鎮所有亞美尼亞人的身份，以換取自家的人身安全。梅爾科尼揚事後對妻子表示自己在這趟旅程後，再也不是原來的自己了。
15歲時梅爾科尼揚至日本留學，學習日語與武術，他在當地教授英語，賺取旅費至亞洲各國旅遊。回到美國後他自高中畢業，獲校董與校長獎學金入讀加州大學柏克萊分校，主修亞洲古代史與考古學，僅花三年即畢業，並獲牛津大學考古學研究所錄取，但他放棄繼續升學，轉而致力於亞美尼亞的民族革命運動。

## 紀念

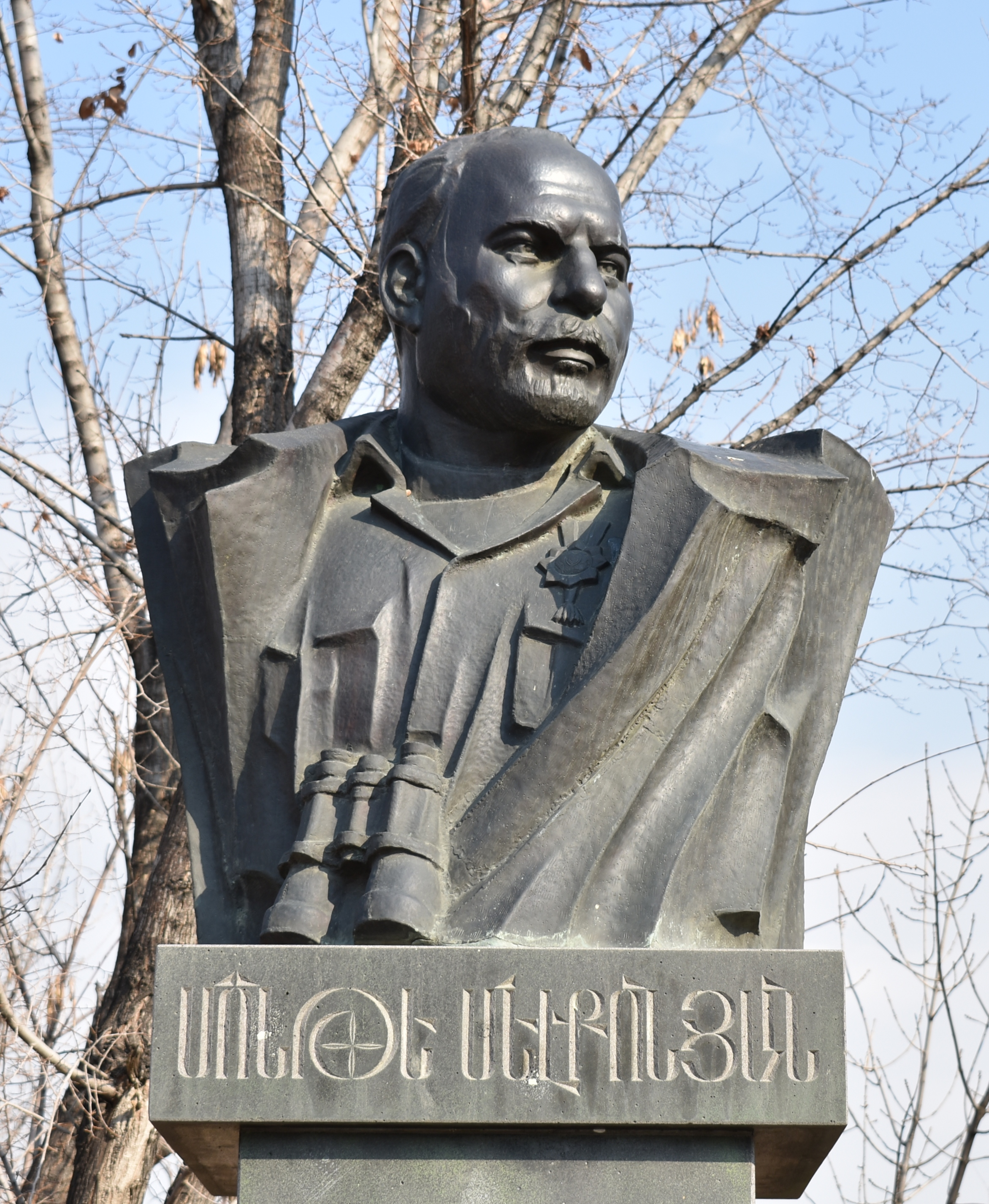
葉里溫葉里溫勝利公園中的梅爾科尼揚
雕像

梅爾科尼揚的葬禮於1993年6月19日舉行，送葬隊伍從葉里溫聖母教堂出發，將他葬於葉里溫郊區的耶拉伯勒軍人公墓，有5萬至10萬人出席他的葬禮（有來源指高達25萬人），亞美尼亞總統列翁·特爾-彼得羅相、國防部長瓦茲根·馬努基揚等多名政要均出席。同年在葉里溫建立的蒙捷·梅爾科尼揚軍事學院即是以梅爾科尼揚為名。

## 觀點與主張
梅爾科尼揚是一名革命社會主義者與民族主義者，他畢生均認同馬克思列寧主義，在蘇聯解體前他都希望蘇聯自發進行民主改革，對蘇聯治下的亞美尼亞抱持希望。1980年代，他呼籲蘇聯占領屬於土耳其的西亞美尼亞，使其與亞美尼亞蘇維埃社會主義共和國共同組成大亞美尼亞，同時他也支持在西亞美尼亞進行革命鬥爭，在法國入獄時，他曾呼籲結合土耳其東部庫德族分離勢力、左翼土耳其人和亞美尼亞人武裝等多股勢力成立游擊隊，他希望推翻當時的土耳其政府，讓亞美尼亞人可以在新的革命政權下進行民族自決。
1990年代起，梅爾科尼揚視納戈爾諾-卡拉巴赫議題為一個「神聖的事業」，他曾表示「如果我們失去了納戈爾諾-卡拉巴赫，那便是我們民族歷史的最後一頁。」
梅爾科尼揚也是一名無產階級國際主義者，他支持巴勒斯坦、南非、中美洲等地的社會主義運動，同時他亦從反資本主義的角度支持環保 。
投身革命之後，梅爾科尼揚即成為一名無神論者。美國作家雷蒙德·邦納曾提到梅爾科尼揚不菸不酒，向人敬酒時均以優格代替酒，擔任指揮官後以禁止下屬飲酒聞名。

## 評價
梅爾科尼揚在世時已是亞美尼亞的傳奇人物 ，因他同時是國際主義者與民族主義者，有作家形容他是20世紀初的亞美尼亞指揮官安德拉尼克·奧扎尼安和切·格瓦拉的綜合體。英國作家托馬斯·德·瓦爾形容他是「專業的戰士與極端的亞美尼亞民族主義者」和「納哥諾卡拉巴克戰爭中最受尊敬的指揮官」 。美國作家雷蒙德·邦納則形容梅爾科尼揚具有魅力與紀律，因此迅速成為納卡戰爭中最受尊崇的將領。加拿大亞美尼亞裔歷史學家來斯米克-帕諾森形容梅爾科尼揚是「具有魅力且極有能力的指揮官」。

## 個人生活
1970年代晚期，梅爾科尼揚與他的女友賽達（Seda Kebranian）在黎巴嫩相遇，兩人於1991年8月在亞美尼亞的格加爾德修道院完婚。1993年他受訪時曾表示他們沒有時間經營一個家庭，等到亞美尼亞人民的鬥爭結束後，兩人才會安定下來。
梅爾科尼揚逝世後，賽達在美國阿拉斯加安克拉治定居並再婚，其夫喬爾·康頓（Joel Condon）是阿拉斯加大學安克雷奇分校建築學系的一名教授。

## 榮譽

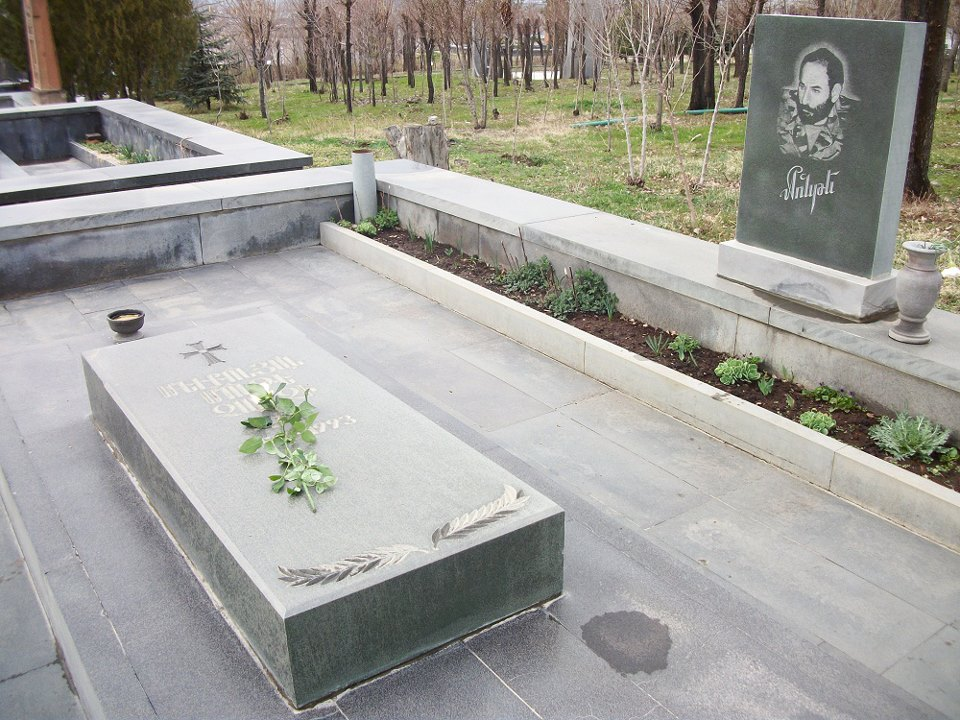
梅爾科尼揚的陵墓，位於葉里溫的耶拉伯勒軍人公墓

以下為梅爾科尼揚所獲的榮譽
| 國家           | 獎項 | 獎項             | 日期           |
| -------------- | ---- | ---------------- | -------------- |
| 阿尔察赫共和国 |      | 一等戰鬥十字勳章 | 1993年11月23日 |
| 亞美尼亞       |      | 亞美尼亞國家英雄 | 1996年9月20日  |
| 阿尔察赫共和国 |      | 阿爾察赫英雄     | 1999年9月21日  |

### 書目
- de Waal, Thomas. . New York: New York University Press. 2003.
- de Waal, Thomas.  2nd (revised and updated. NYU Press. 2013.
- Melkonian, Markar. . New York: I.B. Tauris. 2005.
- Melkonian, Monte (1990). The Right to Struggle: Selected Writings of Monte Melkonian on the Armenian National Question. San Francisco: Sardarabad Collective
- Krikorian, Michael. . von Voss, Huberta  (编). . Berghahn Books. 2007: 237–242. ISBN 978-1-84545-257-5.
- Vorbach, Joseph E. . Terrorism and Political Violence. 1994, 6 (2): 178–195. doi:10.1080/09546559408427253.
- Zurcher, Christopher. . NYU Press. 2009. ISBN 978-0-81479-724-2.